# Манджиєв Ліджі Ісмалійович
Ліджи Ісмалійович Манджиєв (27 вересня 1919 — 30 березня 1989) — Герой Радянського Союзу (1944).

## Життєпис
Народився 27 вересня 1919 року в поселенні Бяха (нині у Лаганському районі Республіки Калмикія РФ) у родині робітника. Калмик. Закінчив робфак в місті Астрахань. 
З 1939 року у Червоній армії. Брав участь у Польському поході РСЧА в 1939 році.
На фронтах німецько-радянської війни з червня 1941 року. Командир гармати 1248-го винищувально-протитанкового артилерійського полку (12-ї армії Південно-Західного фронту) сержант Л. І. Манджиєв з розрахунком 25 вересня 1943 у числі перших форсував Дніпро в районі села Губенське (Вільнянський район Запорізької області). При нальоті ворожої авіації був підпалений катер до якого був причеплений його паром, швидко зорієнтувався, стрибнув у воду і відчепив паром від катеру. Переправивши з розрахунком свою гармату на правий берег Дніпра, використав її в бою за плацдарм та пізніше сам впевнено діяв у порядках піхоти відбиваючи контратаки німців.
Після війни демобілізований.
В 1960-у році закінчив Всесоюзний заочний енергетичний інститут в Новосибірську.
Працював у комітеті по телебаченню і радіомовленню Калмикцької АРСР. Жив у місті Еліста.

## Звання та нагороди
19 березня 1944 року Ліджи Ісмалійовичу Манджиєву присвоєно звання Героя Радянського Союзу.
Також нагороджений:
- орденом Леніна
- 2-а орденами Вітчизняної війни І ступеня